# L'Amante du Rif
Pour plus de détails, voir Fiche technique et Distribution.
L'Amante du Rif est un film coproduit par le Maroc, la Belgique et la France, réalisé par Narjiss Nejjar et sorti en 2011.

## Synopsis
Le film est une adaptation libre du roman éponyme de Noufissa Sbaï, paru en 2004. Noufissa Sbaï est par ailleurs la mère de la réalisatrice Narjiss Nejjar,.
À Chefchaouen, au nord du Maroc, la tragique destinée d'Aya, une ravissante jeune femme de vingt ans. Rebelle et insolente, elle ne rêve que de passion amoureuse comme son héroïne Carmen,. Et c'est avec Le Baron, un trafiquant de haschich, dans les bras duquel un de ses frères la pousse, qu'elle perd sa virginité,,. Refusant d'épouser un cousin plus respectable, Aya paye cher le prix de sa liberté...

## Fiche technique
- Titre du film : L'Amante du Rif
- Production, réalisation, scénario et dialogues : Narjiss Nejjar[4]
- Photographie : Maxime Alexandre - couleur[4]
- Musique : Tal A. Haddad[4]
- Montage : Julien Foure[4]
- Direction artistique : Aurore Benoît
- Production : Sbila Méditerranée - Tarantula (Belgique)[4]
- Pays d'origine :  Maroc/ Belgique/ France
- Durée : 91 minutes
- Sortie : 3 octobre 2011 au Festival du film de Namur (Belgique)

## Distribution
- Nadia Kounda : Aya
- Mourade Zeguendi : "le Baron"
- Ouidad Elma : Radia
- Nadia Niazi : la mère d'Aya
- Fehd Benchamsi : Ahed
- Omar Lotfi : Hafid
- Siham Assif : la gardienne de prison
- Raoula : la diva